# 사무이섬
사무이섬(태국어: เกาะสมุย, Ko Samui)은 태국 끄라 지협 동해안 수랏타니 주의 섬이다. 이 지방 사람들은 간단히 줄여서 ‘사무이’라고 부른다. 태국에서 세 번째로 큰 섬이며, 228.7km2의 면적에 2019년을 기준으로 인구는 70,059명이다. 자연 자원이 풍부하며, 하얀 모래 해변과 산호초 그리고 코코넛 나무들이 아름다운 풍광을 연출한다.

## 역사
20세기 후반까지는 태국 본토와의 교류도 거의 없었으나, 이후 관광지로서의 개발이 활발하게 진행되어 국제 공항이 들어섰고 태국 뿐만 아니라 전 세계적으로 인기 있는 관광지로 탈바꿈하였다. 행정적 구분으로는 수랏타니 주, 사무이 암프이며 주변의 제도를 포함한다(다만, 꼬 빵간은 다른 행정구역이다).

## 지리

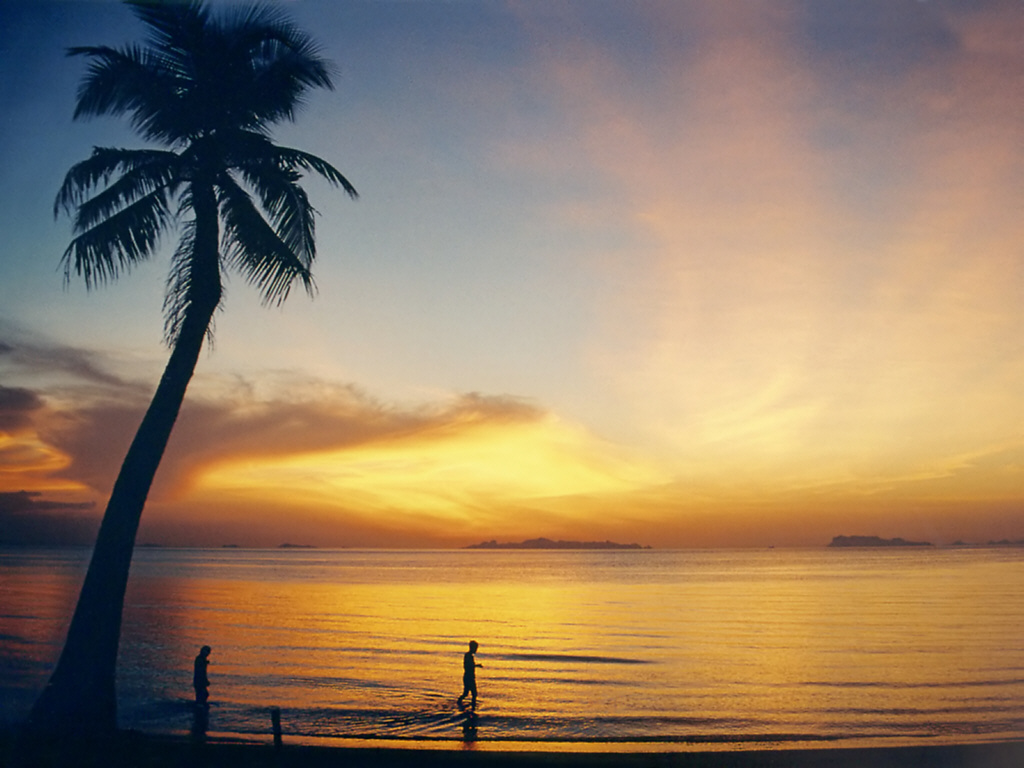
리빠노이 해변

타이만 서부에 위치하며, 수랏타니 동쪽 약 35 km에 있다. 크고 작은 군도가 있으며, 60여개의 섬과 함께 떠올라 있다. 사방 15 km의 둥근 섬으로, 중앙부는 거의 정글이고, 주위는 차 유연 비치를 시작으로 한 해변으로, 최근 관광지로서 리조트, 호텔, 레스토랑이나 바가 난립하고 있다. 아시아의 대표적인 리조트 지역의 하나이다. 또한 해양부는 앙통 해양 국립공원으로서 지정하여 태국 정부 차원에서 관리, 보호되고 있다.

## 행정 구역
사무이 섬은 수랏타니 주의 암프이며, 7개의 땀본으로 나뉜다. 섬 자체가 하나의 완전한 테사 므앙이다. 또한 이 행정 구역은 앙통 군도와 근처의 작은 섬까지 포함한다.
| 1. 앙통 2. 리빠노이 3. 딸링응암 4. 나므앙 5. 마렛 | 1. 보풋 2. 매남 |

## 날씨
11월에서 2월까지는 우기이기 때문에, 야간은 기온이 내려가지만 기본적으로는 덥다. 3월부터 6월까지는 연간에 제일 더운 시기이며, 낮 기온이 40℃, 야간도 28℃을 밑도는 일은 없고, 비도 거의 내리지 않는다. 특히 12월은 몬순의 영향으로, 1주일 내내 비 또는 호우가 지속되기도 하여, 3일 동안으로 700mm 이상의 비가 내리는 일도 드물지 않다. 이러한 호우가 여러 차례 있으면, 토지의 힘이 한계를 넘어 빗물이 그대로 지표를 통해 강으로 흘러 자연 배수, 기계 배수의 능력을 넘어 홍수가 지기도 한다.
이 홍수로 섬의 교통이 끊기는 일이 잦고, 이것은 최근 토지의 난개발과 건축 러쉬에 의해 자연 방수의 흐름이 방해되어 일어나게 되었다고는 지적도 있다.
사무이 섬의 우기는 지루하게 시작되어 우기의 끝 부분에는 몇 차례의 장마와 호우로 끝나는 것이 특징이다.

## 경제
사무이의 경제는 관광에 의존하고 있다. 그 외, 농업도 번성하고, 코코넛 야자의 생산도 성행하고 있다.
남서부의 콘래드 리조트, 르 메리디앙, 인터컨티네탈
북서부 포시즌스 리조트 등 글로벌 리조트와 토종 리조트로 아마라, 두싯 ,이마라, 아난타라 리조트 등
33개 리조트의 허니문, 세계 굴지의 휴양 관광 섬이다.
방콕항공이 개설한 사설 민간 공항이 있다. 푸켓, 파타야, 치앙마이,방콕 등과 연결된다.

## 교통

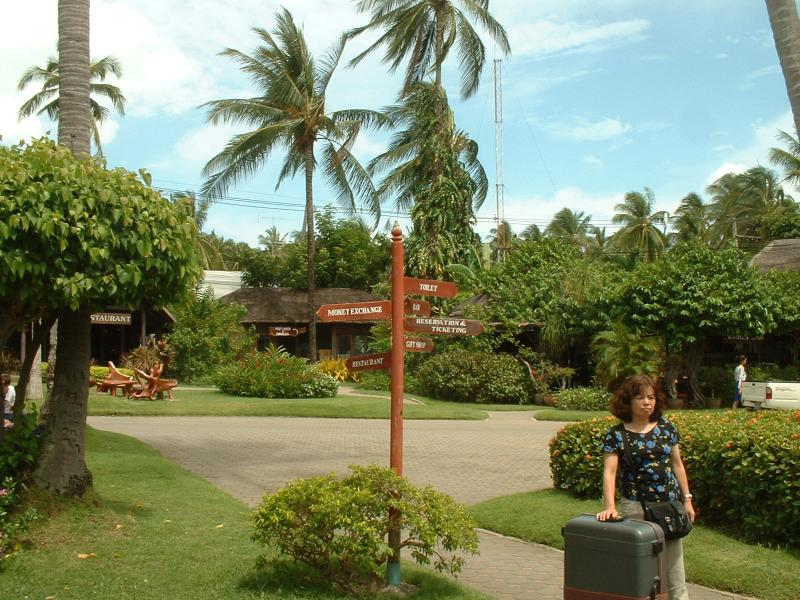
사무이 국제공항

사무이 공항(USM)은 원래 방콕 항공에 의해 건설된 사설 공항이다. 그리하여 방콕 항공이 주운영자로 오랫동안 본토와 사무이를 독점으로 운행하여 왔다.

## 관광
나티안 나비정원(Na Tian Butterfly Garden)은 사무이 섬의 남단에 위치하고 있다. 수만 종의 나비 외에도 벌의 행동을 관찰할 수 있는 태국식의 벌집과 전 세계에서 보기 힘든 희귀한 곤충들을 전시한 곤충 박물관이 있다.

## 기후
| Ko Samui (1981–2010)의 기후                                                                      | Ko Samui (1981–2010)의 기후 | Ko Samui (1981–2010)의 기후 | Ko Samui (1981–2010)의 기후 | Ko Samui (1981–2010)의 기후 | Ko Samui (1981–2010)의 기후 | Ko Samui (1981–2010)의 기후 | Ko Samui (1981–2010)의 기후 | Ko Samui (1981–2010)의 기후 | Ko Samui (1981–2010)의 기후 | Ko Samui (1981–2010)의 기후 | Ko Samui (1981–2010)의 기후 | Ko Samui (1981–2010)의 기후 | Ko Samui (1981–2010)의 기후 |
| 월                                                                                               | 1월                         | 2월                         | 3월                         | 4월                         | 5월                         | 6월                         | 7월                         | 8월                         | 9월                         | 10월                        | 11월                        | 12월                        | 연간                        |
| ------------------------------------------------------------------------------------------------ | --------------------------- | --------------------------- | --------------------------- | --------------------------- | --------------------------- | --------------------------- | --------------------------- | --------------------------- | --------------------------- | --------------------------- | --------------------------- | --------------------------- | --------------------------- |
| 역대 최고 기온 °C (°F)                                                                           | 33.4 (92.1)                 | 33.9 (93.0)                 | 35.4 (95.7)                 | 36.5 (97.7)                 | 36.3 (97.3)                 | 36.2 (97.2)                 | 36.0 (96.8)                 | 35.8 (96.4)                 | 35.4 (95.7)                 | 34.1 (93.4)                 | 34.0 (93.2)                 | 32.3 (90.1)                 | 36.5 (97.7)                 |
| 일평균 최고 기온 °C (°F)                                                                         | 29.0 (84.2)                 | 29.4 (84.9)                 | 30.6 (87.1)                 | 32.0 (89.6)                 | 32.6 (90.7)                 | 32.5 (90.5)                 | 32.2 (90.0)                 | 32.1 (89.8)                 | 31.7 (89.1)                 | 30.5 (86.9)                 | 29.6 (85.3)                 | 29.2 (84.6)                 | 31.0 (87.8)                 |
| 일일 평균 기온 °C (°F)                                                                           | 26.8 (80.2)                 | 27.4 (81.3)                 | 28.2 (82.8)                 | 29.1 (84.4)                 | 28.9 (84.0)                 | 28.7 (83.7)                 | 28.3 (82.9)                 | 28.2 (82.8)                 | 27.9 (82.2)                 | 27.2 (81.0)                 | 26.8 (80.2)                 | 26.6 (79.9)                 | 27.8 (82.0)                 |
| 일평균 최저 기온 °C (°F)                                                                         | 24.2 (75.6)                 | 25.0 (77.0)                 | 25.6 (78.1)                 | 26.1 (79.0)                 | 25.7 (78.3)                 | 25.5 (77.9)                 | 25.1 (77.2)                 | 25.2 (77.4)                 | 24.8 (76.6)                 | 24.3 (75.7)                 | 24.1 (75.4)                 | 23.9 (75.0)                 | 25.0 (77.0)                 |
| 역대 최저 기온 °C (°F)                                                                           | 18.6 (65.5)                 | 19.5 (67.1)                 | 21.0 (69.8)                 | 22.0 (71.6)                 | 22.1 (71.8)                 | 20.6 (69.1)                 | 19.9 (67.8)                 | 21.7 (71.1)                 | 19.4 (66.9)                 | 21.4 (70.5)                 | 20.3 (68.5)                 | 18.8 (65.8)                 | 18.6 (65.5)                 |
| 평균 강우량 mm (인치)                                                                            | 86.2 (3.39)                 | 54.4 (2.14)                 | 80.8 (3.18)                 | 83.1 (3.27)                 | 155.9 (6.14)                | 124.1 (4.89)                | 116.3 (4.58)                | 110.9 (4.37)                | 121.7 (4.79)                | 309.8 (12.20)               | 506.6 (19.94)               | 210.3 (8.28)                | 1,960.1 (77.17)             |
| 평균 강우일수                                                                                    | 11.0                        | 5.6                         | 5.9                         | 8.6                         | 15.6                        | 13.7                        | 14.4                        | 15.2                        | 16.2                        | 19.6                        | 19.2                        | 13.7                        | 158.7                       |
| 평균 상대 습도 (%)                                                                               | 83                          | 82                          | 82                          | 81                          | 80                          | 78                          | 78                          | 78                          | 80                          | 85                          | 85                          | 82                          | 81                          |
| 평균 월간 일조시간                                                                               | 198.4                       | 214.7                       | 238.7                       | 201.0                       | 192.2                       | 150.0                       | 155.0                       | 151.9                       | 144.0                       | 145.7                       | 174.0                       | 176.7                       | 2,142.3                     |
| 평균 일일 일조시간                                                                               | 6.4                         | 7.6                         | 7.7                         | 6.7                         | 6.2                         | 5.0                         | 5.0                         | 4.9                         | 4.8                         | 4.7                         | 5.8                         | 5.7                         | 5.9                         |
| 출처 1: Thai Meteorological Department                                                           |                             |                             |                             |                             |                             |                             |                             |                             |                             |                             |                             |                             |                             |
| 출처 2: Office of Water Management and Hydrology, Royal Irrigation Department (sun and humidity) |                             |                             |                             |                             |                             |                             |                             |                             |                             |                             |                             |                             |                             |